# Шотландия
Шотландия (на английски: Scotland; на шотландски келтски: Alba) е историко-географски район на Великобритания в Северозападна Европа, една от четирите съставни страни на Обединено кралство Великобритания и Северна Ирландия. По суша Шотландия граничи с Англия, а от всички други страни е оградена с морета. Официални езици са английски и шотландски келтски език. Столица на страната е Единбург, а най-голям град – Глазгоу. Площта на Шотландия е 78 772 km², а населението – около 5 535 000 души (2011) или средно по 65 души на km².
Кралство Шотландия е основано през 843 г. от Кенет Макалпин, който става крал Кенет I. Шотландия съществува като независима държава до 1 май 1707 г., когато Актът на обединението съединява Шотландия и Кралство Англия в Кралство Великобритания. Първи министър /премиер/ на Шотландия от 20 ноември 2014 г. е г-жа Никола Стърджън от Шотландската национална партия.

## История
Учените предполагат, че първите хора в Шотландия са се появили приблизително преди 8 хиляди години. Първите постоянни селища датират от преди 6 хиляди години. Предбронзовата епоха (около 2000 или 1000 г. пр.н.е.) в Шотландия вече съществуват големи комплекси от каменни монолити в кръг (Бродгар на Оркнейте, Каланиш на остров Луис) или в права линия (Хил о 'Мано Стоунс в Кейтнис, Стеннес на Оркнейте и др.) Писмената история на Шотландия започва с римското завоевание на Британия през 79 г. (съвременните територии на Англия и Уелс). Тогава тя е спомената като Каледония. Тацит пише биография на римския генерал Гней Юлий Агрикола (Тацит е негов зет). В тази биография водещо място заемат военните кампании на Агрикола между 79 г. и 83 г. в Британия. Част от Южна Шотландия е била временно под непряк контрол на Рим. На север са се намирали земи, свободни от римската окупация. Народите, живеещи в Каледония, са предимно пиктски и келтски племена, а също кралства Дал Риад на територията на Аргайл. Всички тези народи са изброени от Птоломей, но техните имена не говорят нищо: Brigantes, Votadini, Selgovae, Novantae, Damnomnii, Verturinores и др. (общо седемнадесет племена). Колкото до местното население самият Тацит признава, че не знае дали това са местни племена или пришълци. Той предполага, че те имат келтски произход, на база външния им вид, а самият Агрикола дава името каледони сборно, тъй като така се е наричало едно от племената. Разполагаме с много малко сведения за тази провинция след заминаването на Агрикола през 83 г. от Каледония, описано от Тацит. Очевидно нападенията на каледоните се подновяват, защото през 118 г. император Адриян построява Адрияновия вал с цел да наложи траен мир в Римска Британия. Няколко години по-късно обаче едно от племената – бригантите, келтско племе, населяващо това, което наричаме Пенинии и Чейвиът, атакува Адрияновия вал и го преминава. Римският управител Лолий Урбик успява да ги изтласка през 139 г. и взима решение да изтегли отбранителна линия по на север. Тази нова стена била наречена „Антониев вал“. През 360 и 364 г. пиктите хвърлят римляните в смут. Пиктия влиза в състава на Фортрия, но историята на Шотландското кралство започва през 843 г., когато Кенет Макалпин става крал на обединеното кралство на скотите и пиктите.
В течение на следващите столетия територията на кралството се разширява приблизително до територията на съвременна Шотландия. През този период е имало сравнително добри отношения с уесекските управници на Англия, а също така и силна раздробеност, която обаче не пречи на провеждането на успешна политика на експанзия. Известно време след нахлуването на английския крал Едмънд I в Стратклайд през 945 г. провинцията е предадена на Малкълм I. По време на управлението на крал Индулф (954 – 962) шотландците превземат крепост, по-късно наречена Единбург – техния първи опорен пункт в Лотиан. По време на управлението на Малкълм II единството на шотландските земи е укрепено. Прелом настъпва вероятно през 1018 г., когато Малкълм II нанася поражение на Нортъмбрия в битката при Карем. През 1034 година Малкълм II умира и е наследен от Дънкан. През 1040 неговият васал Макбет вдига бунт. Макбет е от пиктски произход. В бунта му се съзира реванш на пиктската над скотската династия. Управлението на крал Макбет (1040 – 1057) носи славни дни. Той е приятел на духовниците, множи църквите и олтарите, а през 1050 година дори отива на поклонение в Рим, където „сеел пари като жито“. Печели много битки срещу англичаните. Последните обаче приемат на своя територия сина на Дънкан, Малкълм (Малкълм III) а той нахлува в Шотландия през 1057 година, за да си търси правата. В битката при Лънфанат, Хайдландс Макбет е убит.
Норманското нашествие през 1066 г. става причина за куп от събития, заради които Шотландия сменя своята галска културна ориентация. Малкълм III се жени за Маргарет – сестра на Едгар Етелинг, претендент за английския трон, който впоследствие получава подкрепа от страна на Шотландия. Маргарет изиграва важна роля в намаляването на влиянието на келтските християни. Нейният син Дейвид I става важен англо-нормански управник. Той способства за въвеждането на феодализма в Шотландия и е поощрявал притока на население от Холандия, за да укрепи търговските връзки с континентална Европа. В края на XIII век много нормански и англо-нормански семейства получават като дар шотландска земя.
След смъртта на кралица Маргарита, последната пряка наследница на Александър III, шотландската аристокрация се обръща към краля на Англия с молба да отсъди измежду спорещите претенденти за шотландския престол. Вместо това Едуард I се опитва да установи марионетна монархия и да вземе Шотландия под пълен контрол. Шотландците обаче устояват, ръководени отначало от Уилям Уолъс и Ендрю де Морей, поддържащи Йоан I, а след това – Роберт I Брус. Брус заема престола като крал Роберт I (по-известен като Робърт дъ Брус) на 25 март 1306 г. и удържа окончателна победа над англичаните в битката при Банокбърн през 1314 г. Но след неговата смърт войната за независимост на Шотландия пламва наново (1332 – 1357), в която Едуард Бейлиъл безуспешно се опитва да отвоюва трона от наследниците на Брус с поддръжката на английския крал. В крайна сметка с идването на династията на Стюартите през 1370-те ситуацията в Шотландия започва да се стабилизира.
В края на Средновековието Шотландия е разделена на две културни зони: равнинна, жителите на която говорят на англо-шотландски, и планинска Шотландия, населението на която използва келтски. Въпреки това галоуейският келтски диалект се съхранява възможно най-дълго до XVIII век в отдалечените части на югозапад, влизащи в графство Галоуей. Историческата равнинна Шотландия в културен план е по-близка до Европа. В планинската Шотландия се оформя една от отличителните черти на региона – шотландската кланова система. Могъщите кланове са съхранили своето влияние даже след „Акта за обединение“ през 1707 г.
През 1603 г. кралят на Шотландия Джеймс VI наследява английския престол и става крал на Англия под името Джеймс I. Шотландия обаче запазва самостоятелността си. След Славната революция и свалянето на католика Джеймс II, Вилхелм III и Мария II в Шотландия за известно време съществува вероятността да бъде избран монарх протестант, но под угрозата от скъсването на отношенията с Англия шотландският парламент съвместно с английския през 1707 г. приема „Акта за обединение“. В резултат на обединението е образувано кралство Великобритания. През 1715 г. в Северна Шотландия се вдигат две крупни въстания на якобитите, но Хановерската династия устоява. Якобитските претенденти за престола съхраняват популярността си в планинските и североизточните области.
След приемането на „Акта за обединение“, Шотландското просвещение и Индустриалната революция страната става мощен европейски търговски, научен и индустриален център. След Втората световна война Шотландия изпитва рязък спад в производството, но в последните десетилетия се наблюдава културно и икономическо възраждане на региона за сметка на развитието на сферата на финансовите операции и производството на електроника, възобновяеми енергийни източници, възход на уиски индустрията, а също така доходите от добив на нефт и газ в шелфа на Северно море. През 1999 г. са проведени избори за парламент на Шотландия – учреждение, което е създадено чрез т.нар. „Шотландски акт“ през 1998 г.
В началото на 2000 г. в Шотландия се усилва влиянието на националистите. През 2007 г. Националната партия печели изборите в шотландския парламент, а нейният лидер Алекс Салмънд обявява, че ще се бори за провеждане на референдум за независимост преди 2010 г., но не му достига мнозинство в парламента. След изборите през 2011 година обаче ШНП печели пълно мнозинство (60%) и спазва обещанието към избирателите си, като насрочва референдум за независимост, който се провежда на 18 септември 2014 година, като 44,7% от гласувалите са „за“, а 55,3% „против“ отделянето на Шотландия от Великобритания.

## География
Територията на Шотландия обхваща северната третина на остров Великобритания и влизащите в състава острови – Хебридските, Оркнейските и Шетландските. Територията на Шотландия е 78 772 km², бреговата ѝ ивица е дълга 9911 km. На юг граничи с Англия. Дължината на границата от река Туийд на запад до залив Солуей-Фърт на изток е около 96 km. На 30 km на югозапад от брега е разположен остров Ирландия, на 400 km на североизток е Норвегия, на север от Шотландия са Фарьорски острови и Исландия. На запад Шотландия граничи с Атлантически океан, а на изток със Северно море.
Шотландия се дели на три географски района: Каледонски планини (Северношотландски планини) (включващи Северозападни планини и Грампиански планини), Средношотландска низина и Южношотландски възвишения. Най-високият връх на страната е Бен Невис – 1344 метра.

### Климат
Климатът на Шотландия е умерен океански и е свързан с тенденциално много непостоянно време. Благодарение на топлото атлантическо течение Гълфстрийм температурите в Шотландия са по-високи, отколкото в страните, намиращи се на същия паралел, но са по-ниски от температурите в другите региони на Великобритания, което се дължи на по-северното положение на страната. В най-студените месеци на годината – януари и февруари – средният температурен максимум е 5 – 7 °C. Най-топлите месеци – юли и август – 19 °C. Най-ниските температури са измерени в тресавищата в близост до Бремар в Грампианските планини – близо -27,2 °C, което е и рекорд за Великобритания. Най-високата измерена температура е 32,9 °C, отчетена на 9 август 2003 г. в Грейрок, на шотландската граница.
Температурите на запад са по-високи от тези на изток, което се дължи на топлите води на Гълфстрийм. Средното годишно количество на валежите е подобно както и в цяла Великобритания и е силно диференцирано между влажния западен бряг (в близост до Гълфстрийм) и по-слънчевия и сух източен бряг, като варира между 3000 mm на запад до 600 mm на изток. За региона е характерен югозападен вятър.

### Десетте най-големи града
| Град                                  | Жители 5 април 1991 | Жители 29 април 2001 | Жители 2011 |
| ------------------------------------- | ------------------- | -------------------- | ----------- |
| Глазгоу (Glaschu)                     | 658 379             | 629 501              | 781 901     |
| Единбург (Dùn Èideann)                | 400 632             | 430 082              | 493 107     |
| Абърдийн (Obar Dhèathain)             | 182 133             | 184 788              | 195 387     |
| Дънди (Dùn Dè, Dùn Dèagh)             | 157 808             | 154 674              | 175 563     |
| Ийст Килбрайд (Cille Bhrìghde an Ear) | 70 579              | 73 796               | 83 230      |
| Инвърнес (Inbhir Nis)                 | 50 000              | 55 000               | 71 211      |
| Хамилтън (Hamaltan)                   | 49 988              | 48 546               | 53 501      |
| Къмбърнолд (Comainn nan Allt)         | 49 507              | 49 664               |             |
| Грийнок (Grianaig)                    | 49 267              | 45 467               |             |
| Пърт (Perth)                          | 43 151              |                      |             |

## Държавно устройство
През 1999 г. Шотландия получава право на свой собствен парламент. Това става за първи път след обединението ѝ с Англия през 1707 година. Така за повечето аспекти на вътрешната политика отговорни стават шотландският парламент (Холируд), първият министър (съпоставим с министър-председателя) и кабинетът. Административното седалище на тези институции е Единбург. Като част от Обединеното кралство Шотландия няма собствен държавен глава. Вместо това съответният британски крал или кралица е държавен глава на цяла Великобритания. От 6 февруари 1952 г. тази длъжност изпълнява кралица Елизабет II, а след нейната смърт на 08 септември 2022 г. – синът ѝ Чарлз, вече крал Чарлз III.
Шотландия притежава самостоятелна съдебна система, която в сравнение с английските закони показва по-голяма прилика със съдебната система в континентална Европа. Също така законодателната система и управленските организации в много отношения се различават от английските.
Първи министри на Шотландия
| Доналд Деуор (лейбърист)  | 1999 – 2000 |
| Хенри Маклейш (лейбърист) | 2000 – 2001 |
| Джак Макконел (лейбърист) | 2001 – 2007 |
| Алекс Салмонд (ШНП)       | 2007 – 2014 |
| Никола Стърджън (ШНП)     | 2014 –      |

## Административно деление
През 1996 г. с решение на парламента на Великобритания Шотландия е разделена на 32 области.

## Население
Според преброяването от 2001 г. населението на Шотландия наброява 5 062 011 души. По предварителни отчети през 2005 г. то е нараснало на 5 094 800 души, а преброяването през 2011 г. показва 5 535 000 души. Ако Шотландия бе независима държава, тя би заемала 114-о място по население в света.

### Език
Понастоящем във Великобритания няма официално приет държавен език. На територията на Шотландия обаче се използват три езика – английски (който де-факто е официален), шотландски келтски и англо-шотландски.
Почти всички шотландци говорят стандартен английски. Според бюрото за адресна регистрация близо 30% от населението говори шотландски. Малко повече от 1% от хората посочват като майчин език шотландския келтски език, близко свързан с ирландския език. Все пак всички говорещи шотландски келтски владеят и до голяма степен английски. Шотландският парламент приема за служебен език както английския, така и шотландския, като и към двата се проявява необходимият респект. Шотландският келтски е официално приет през 2005 г. чрез Gaelic Language (Scotland) Act. Шотландският официално е признат като „регионален език или език на малцинството“ на базата на „Европейската харта за регионалните или малцинствените езици“. Тя е ратифицирана от Великобритания през 2001 г. и е подкрепена 2003 г. след партньорска спогодба (Partnership Agreement) от шотландската изпълнителна власт. Проектът „Шотландски речник“ е финансово подпомогнат от държавата.

### Религия
Националната църква на Шотландия е организирана по презвитериански тип.
| Религия                  | Процент от населението |
| ------------------------ | ---------------------- |
| Църква на Шотландия      | 42 %                   |
| атеисти                  | 28 %                   |
| Католическа църква       | 16 %                   |
| други християнски църкви | 7 %                    |
| Ислям                    | 0,8 %                  |
| Будизъм                  | 0,1 %                  |
| Сикхизъм                 | 0,1 %                  |
| Юдаизъм                  | 0,1 %                  |
| Индуизъм                 | 0,1 %                  |
| други религии            | 0,5 %                  |
| без отговор              | 5 %                    |

(Източник: Запитване на населението от 2001 г.)

## Икономика
В сравнение с брутния вътрешен продукт на Европейския съюз, изразено в покупателна способност, Шотландия достига индекс 111,7 (EU-25:100) (2003).
Статистиката показва, че ако Шотландия се отдели като самостоятелна държава ще заеме 6-о място в света по най-важния показател (БВП на глава от населението), като Великобритания (вкл. Шотландия) заема 16-о място в същата класация.

## Култура
Южната част на Шотландия – южните Ъпландс – са заради местоположението си много по-силно повлияни от Англия, отколкото другите части на страната. В резултат на това се наблюдават културни различия между областите. Гайдата (английски: Bagpipes), килтът и уискито са най-известните елементи на шотландската култура. Гайдата има особено културно значение за Шотландия и е асоциирана с нея, въпреки че е разпространена в цяла Европа (най-вече България и други Балкански страни и страни от Близкия изток). Килтът като мъжка пола е познат още от ранни времена. Ирландците се обявяват за откриватели на уискито, но истинският му произход е забулен в тъмнина. Качеството на шотландското уиски е придобило световна слава.
Традиционно за шотландската кухня е ястието Хагис – ароматна саздърма от агнешки дреболии, подобна на българския бахур.
От Шотландия произлизат създадените през 80-те и 90-те години на XX век музикални групи: Биг Кънтри, Симпъл Майндс, Рънриг, Ует Ует Ует, Проклеймърс и Тексас. От Шотландия произлиза и ню уейв групата Франц Фердинанд, както и хардрок ветераните Назарет. Беле и Себастиан и The View са известни групи от областта на инди-рок/поп. Други шотландски групи от областта рок/построка са Travis, Aereogramme, Могуай, Сноу Патрол и новопоявилите се The Fratellis. Марк Нопфлър, Джак Брус, Midge Ure и Паоло Нутини са също видни музиканти. Актуално в международните чартове участници са Оли Мърс, Род Стюарт, Калвин Харис и Ейми Макдоналд.

### Национални символи
- Апостол Андрей се счита за покровител на Шотландия. Съгласно легендата, неговите мощи са били пренесени през VIII век от Константинопол в шотландския град Сейнт Андрюс. Изображение на апостола, а също така и X-образният кръст, на който той, според преданието, е бил разпънат, служат за символи на Шотландия.
- Шотландският флаг представлява изображение на Андреевския кръст на небесносин фон.
- Герб и кралски щандарт изобразяват червен хералдически лъв на жълто поле в обкръжение на червена двойна рамки от лилии.
- Химн на Шотландия – Flower of Scotland.
- Цветът на магарешкия трън е полуофициален национален символ на Шотландия и е изобразен на банкнотите.
- Еднорогът традиционно е част от много исторически шотландски гербове.
- Тартан – тъкан на квадрати, използвана в килтовете.
- Гайда – национален музикален инструмент, неофициален символ на Шотландия.

### Забележителности
Шотландия е известна с културния живот на столицата си Единбург, с Националната шотландска галерия, Шотландската национална портретна галерия и други. Факултетите по медицина и право на Единбургския университет се радват на особен престиж.
От особен туристически интерес е Лох Нес (3 km югозападно от Инвърнес), езерото, в което се предполага, че живее чудовището Неси, за което почти ежегодно излизат нови снимки от многобройните ентусиасти от цял свят, които посещават региона. Регионът Хайландс е посещаван също и заради уникалните природни гледки, които са сцени от филми като Джеймс Бонд, Хари Потър, Смело сърце, Брейв и др.